# Vila Šojka
Vila Šojka je zgrada u kojoj se nalazi restoran 'Pri staroj vuri', u Samoboru. Zaštićeno je kulturno dobro.

## Opis
Vila Šojka smještena je na početku ulice Giznik, u blizini franjevačkoga samostana, na blagoj padini slobodno oblikovanoga perivoja. Slobodnostojeću reprezentativnu jednokatnicu dao je sagraditi samoborski sudac Stjepan Drčić krajem 19. stoljeća. Pročelja su oblikovana neoklasicističkim elementima. Prostorna organizacija unutar pravokutne tlocrtne osnove u prizemlju ima jednostavnu podjelu na tri međusobno povezane prostorije zaključene pruskim svodovima uskoga raspona između željeznih traverzi. Na katu su reprezentativne stambene prostorije orijentirane prema perivoju, te zaključene ravnim stropom.

## Zaštita
Pod oznakom Z-4728 zavedena je kao nepokretno kulturno dobro - pojedinačno, pravna statusa zaštićena kulturnog dobra, klasificirano kao "profana graditeljska baština".